# Inside Your Heaven
Singles de Carrie Underwood
Jesus, Take the Wheel
(2005)
Inside Your Heaven est le premier single de la chanteuse de musique country américaine Carrie Underwood. La chanson a ensuite été intégrée au premier album de la chanteuse Some Hearts.
Cette chanson écrite par Andreas Carlsson, Pelle Nylén, Savan Kotecha a deux versions : celle chantée par Carrie Underwwood et celle de l'autre finaliste d'american Idol Bo Bice.

## Crédits
- Carrie Underwood - Chant
- Andreas Carlsson, Pelle Nylén, Savan Kotecha - Écriture
- Desmond Child - Production

## Charts mondiaux

### Carrie Underwood
Inside Your Heaven n'est jamais passé dans les radios country.[réf. nécessaire]
| Chart (2005)                                 | Place |
| -------------------------------------------- | ----- |
| U.S. Billboard Hot Country Songs             | 52    |
| U.S. Billboard Hot 100                       | 1     |
| U.S. Billboard Pop 100                       | 1     |
| U.S. Billboard Hot Digital Song              | 4     |
| U.S. Billboard Hot Adult Contemporary Tracks | 12    |
| Canadian Singles Chart                       | 1     |
| Billboard Hot Canadian Digital Singles       | 1     |

### Bo Bice
| Chart (2005)           | Place |
| ---------------------- | ----- |
| U.S. Billboard Hot 100 | 2     |
| U.S. Billboard Pop 100 | 1     |